# وونتا فلاورز
وونتا فلاورز (انگلیسی: Vonetta Flowers؛ زادهٔ ۲۹ اکتبر ۱۹۷۳) ورزشکار بابسلد اهل ایالات متحده آمریکا بود.
وی در مسابقات کشوری و بین‌المللی در مجموع برندهٔ ۱ مدال طلا، ۱ مدال برنز شده‌است.